# هجوم فندق كورنثيا 2015
في يناير 2015، تعرض فندق كورنثيا باب أفريقيا في طرابلس إلى هجوم من قبل مهاجمين تابعين لتنظيم الدولة الإسلامية (داعش). أُشتهر الفندق بإقامة المسؤولين الأجانب وموظفي الحكومة؛ كما كان في السابق مقر إقامة رئيس الوزراء الليبي.

## الهجوم
في ساعات مبكرة من 27 يناير 2015، فجرَ المهاجمون سيارة مفخخة في مرآب السيارات بالفندق. في خضم الفوضى الناتجة عن الانفجار، إقتحم خمسة مسلحين الفندق بعد أن قضوا على الحراس، عازمين على قتل الضيوف بالفندق.
بعض المقتحمين تمكنوا من النجاة مما أدى إلى أزمة رهائن طال أمدها.

## الضحايا
قتل خمسة أجانب أثناء الهجوم: أميركي واحد، فرنسي واحد، وثلاثة طاجيك (منهم امرأتان). الأميركي، ديفيد بيري، كان يعمل كمتعهد لشركة أمنية أميركية تدعى كرسبل. كما أعلن عن وفاة خمسة رجال أمن ليبيين قد قتلوا نتيجة الاعتداء.

## الجناة ودوافعهم
نُفذ الهجوم من قبل مهاجمين تابعين لما يُعرف بتنظيم الدولة الإسلامية (داعش) ينتمون إلى ما يسمى ولاية طرابلس بالدولة الإسلامية، الذين يعتقد أنهم من أصول سودانية وتونسية. الهدف المعلن للمهاجمين كان الانتقام لموت العميل الليبي لتنظيم القاعدة أبو أنس الليبي، والذي يُتهم بأنه قد خطط تفجير سفارات الولايات المتحدة 1998، وقد أعتقل من قبل قوات أميركية داخل ليبيا في 2013، وتوفي بمستشفى أميركي في 2 يناير 2015.